# ماريو بيكسيا
ماريو بيكسيا (بالإيطالية: Mario Beccia)‏ مواليد 16 أغسطس 1955 في ترويا، إيطاليا، هو دراج إيطالي سابق في صنف سباق الدراجات على الطريق.

## سباقات أو مراحل فاز بها
- طواف سويسرا

## روابط خارجية
- ماريو بيكسيا على موقع أرشيف الدراجات (الإنجليزية)
- ماريو بيكسيا على موقع إحصائيات الدراجات الإحترافية (الإنجليزية)
- ماريو بيكسيا على موقع CycleBase (الإنجليزية)